# Église de Jakomäki
L'église de Jacomäki (en finnois : Jakomäen kirkko) est une église située dans le quartier de Jakomäki à Helsinki en Finlande. 

## Description
L'église est construite en bois et en béton.
Sa conception est basée sur celle de l'église de Konala.
l'église a été rénovée en 1998 puis en 2010.
La nef peut accueillir jusqu'à 70 personnes, en ouvrant la cloison avec la salle paroissiale la capacité d'accueil monte à 150 personnes.
Le retable est peint par Göran Augustson dans un style Pop art.
Les orgues sont fournies en 1976 par la fabrique d'orgues de Kangasala.